# Случайно-точечная стереограмма
Случайно-точечная стереограмма — автостереограмма, глубина объектов на которой задана только диспаратностью. Стереограмма такого типа для рассматривания не требует каких-либо сепарирующих устройств в виде очков или стереоскопов. Сгенерированные компьютером случайно-точечные стереограммы впервые описал в 1959 году Бела Юлеш, поэтому часто они называются стереограмма Юлеша.

## Физиологический принцип
Стереопара случайно-точечной стереограммы состоит из расположенных в случайном порядке участков текстуры (точек), отличающихся друг от друга взаимным смещением в направлении стереобазиса. Точки, смещённые в направлении друг от друга, изображают участки изображения, расположенные при восприятии объёма перед плоскостью стереопары. Таким же образом, смещённые друг к другу точки воспринимаются, как находящиеся дальше картины.
Для моделирования процесса восприятия реальных объектов при анализе зрительного образа следует учесть несколько параметров. Объекты одновременно обладают различными признаками глубины (перекрытие объектов сцены, уплощение хрусталика, необходимое для фокусировки на объект, триангуляция, основанная на разнице напряжений глазодвигательных мышц, размер сетчаточного изображения), поэтому классическая (силуэтная) стереограмма состоит из двух изображений, сделанных камерами, расположение которых подобно глазам наблюдателя. Искусственно возможно создать изображение, глубина объектов которого задана только диспаратностью. Причем этого признака достаточно для принятия решения об относительном расположении объектов. Для исключения иных признаков глубины, кроме диспаратности, в психофизиологии используют шумоподобные изображения — случайно-точечные стереограммы (СТС).

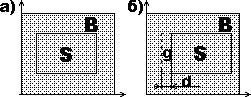
Схема синтеза случайно-точечной стереограммы (а — левая часть, б — правая часть)

Левая (то есть предъявляемая левому глазу наблюдателя) часть СТС формируется путём равномерного разбрасывания точек одного цвета по фону другого цвета. В этом изображении задается план глубины фона (B) и специально сформированная область — план глубины стимула (S). Для создания правой части СТС сначала воспроизводится левая часть, а затем область S в ней сдвигается вдоль оси абсцисс на величину d. При бинокулярном наблюдении сдвиг, создающий диспаратность (d) между областями (S) изображений для сетчаток левого и правого глаза, предопределяет восприятие плоской СТС как объемного изображения с двумя планами глубины — фона с нулевой диспаратностью и стимула с диспаратностью d. При монокулярном наблюдении СТС воспринимается как шумоподобное изображение, поэтому часто говорят, что стимул закодирован в стереограмме. Пространственное расположение стимула определяется знаком диспаратности d. При d > 0 стимул расположен за плоскостью фона, а при d < 0 — перед ней.
Для каждой области стереограммы может быть задана не одна диспаратность d, а набор диспаратностей di. Такую область СТС при некоторых условиях наблюдатель воспринимает как набор полупрозрачных поверхностей, видных друг через друга.
Для полноты изложения упомянем еще о двух видах случайно-точечных изображений: антикоррелированных и некоррелированных СТС. Антикоррелированные СТС — это СТС, в которой точкам цвета фона на одной части стереограммы соответствуют точки цвета стимула на другой и наоборот. Некоррелированные СТС — это СТС, в которых точки на левой и правой частях стереограммы разбрасываются независимо друг от друга. В рамках этой классификации обычные СТС называют коррелированными СТС.

### На русском языке
- Блог Стереограмм — Новый подход к созданию стереокартинок, анимированные, стереозагадки, головоломки и ребусы.
- sirds стереограммы, анаглиф, стерео пары — коллекция разнообразных стерео изображений, стереограмм и flash анимаций